# La Tour de contrôle infernale
La Tour de contrôle infernale è un film del 2016 scritto, diretto ed interpretato da Èric Judor.
La pellicola è prequel del film La Tour Montparnasse infernale (2001).

## Trama
1981. Ernest Krakenkrick e Bachir Bouzouk sono due piloti in ambito di aereo nautica francese. In seguito ad un incidente il duo è obbligato a rinunciare al sogno. Nonostante ciò, l'esercito li assume come addetti alle valigie all'aeroporto di Aurly-Ouest. In nottata la struttura viene invasa di un gruppo di malfattori, Les Moustachious, che si impossessano della torre di controllo dell'aeroporto. Mentre il Ministero dell'interno cerca di negoziare con i criminali i due protagonisti tentano di salvare l'aeroporto.
Alla fine i due vengono assunti come lavavetri alla Tour Montparnasse di Parigi.

## Distribuzione
Il film è uscito in Francia il 18 febbraio 2016. In Italia è inedito.

## Accoglienza
Su IMDb il film è stato accolto con 4,2/10.